# Салусола
Салусо̀ла (на италиански: Salussola; на пиемонтски: Sanisòla, Санизола) е село и община в Северна Италия, провинция Биела, регион Пиемонт. Разположено е на 289 m надморска височина. Населението на общината е 2085 души (към 2010 г.).